# Терроризм в Германии
Терроризм в Германии на современном периоде представлен, в первую очередь, международным исламистским терроризмом. Впервые же волна террора прокатилась по Западной Германии в 1970-е годы, когда на жителей ФРГ наводили страх члены леворадикальной группировки «Фракция Красной армии». В то же время левый террор всегда носил национальный характер и был направлен против высокопоставленных лиц государства и бизнеса с поправкой на случайные жертвы из их близкого окружения. Целью же исламистских террористов является убийство обычных жителей как можно в большем количестве.

## История и тенденции

### Левый террор

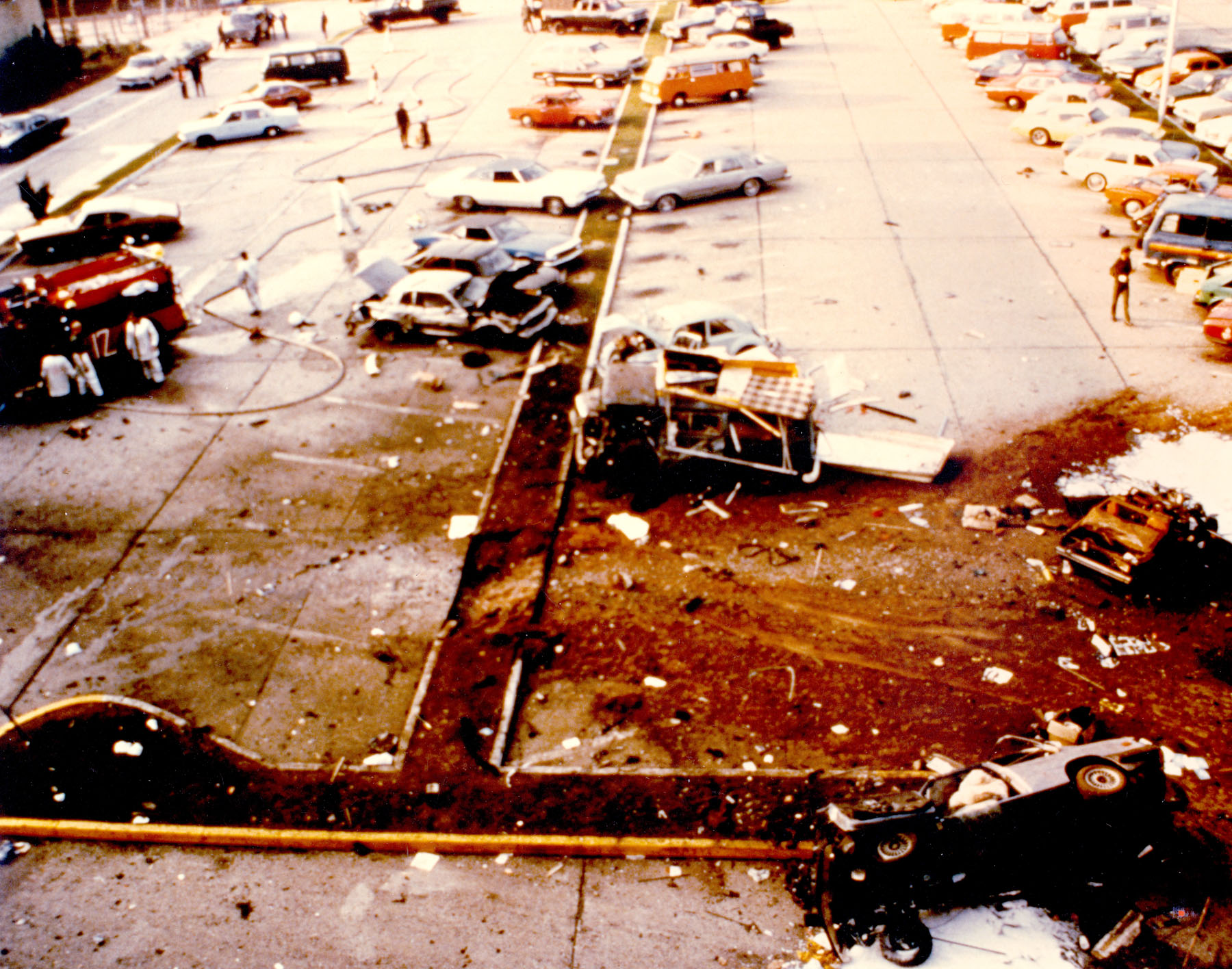
Теракт R.A.F. на авиабазе Рамштайн 31 августа 1981

Истоки левого терроризма в Германии прослеживаются в студенческих движениях 1960-х годов. В 1970 году в ФРГ зародилась террористическая группировка «Фракция Красной армии» (RAF), пик деятельности которой пришёлся на 1977 год, получивший впоследствии название «немецкой осени». В 1980-х активность RAF значительно снизилась, в то же время страну сотрясали громкие убийства политических и экономических репрезентантов «капиталистической системы», совершённые террористической группой «Революционные ячейки». Таким образом, долгое время терроризм в Германии ассоциировался, в первую очередь, с леворадикальным террором.
Большинство терактов левого характера в Германии совершены членами организации «Фракция Красной Армии» (RAF) и приходятся на 1970—1980-е годы. Члены RAF на протяжении более чем 28 лет совершали ограбления банков, громкие политические убийства и террористические акты. В общей сложности террористами из RAF были убиты 34 человека. Левый терроризм сошёл на нет с крахом социалистической системы. В 1992 году члены RAF объявили об окончании «вооружённой борьбы», а в 1998 году официально распустились.

### Ультраправый и неонацистский терроризм

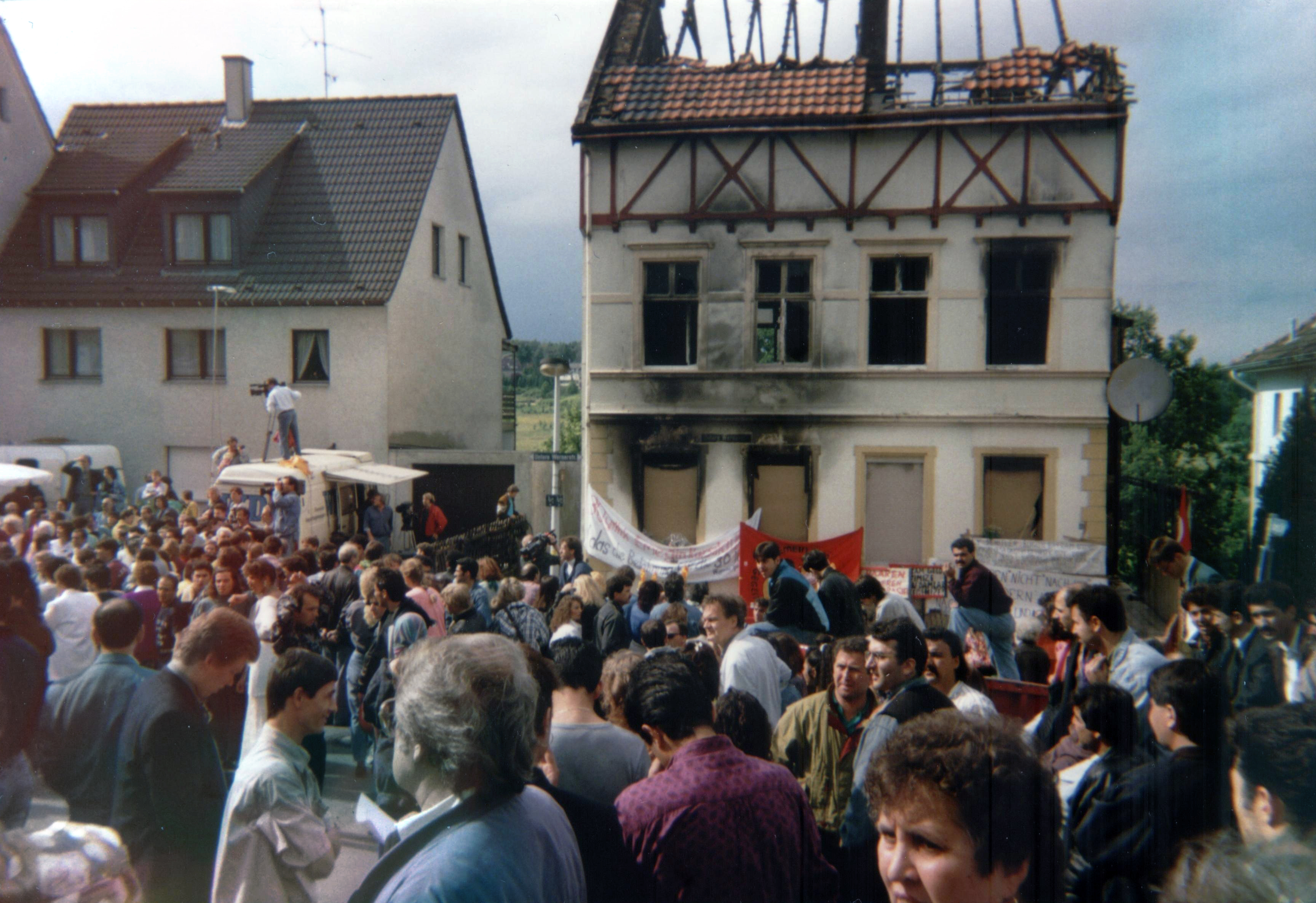
Демонстрация в Золингене перед сгоревшим домом, в котором жила турецкая семья, июнь 1993

Первые праворадикальные теракты в ФРГ имели место в 1980-х годах, однако они не имели такого масштаба и резонанса, как левый террор. В ноябре 2011 года была раскрыта террористическая группировка «Национал-социалистическое подполье», члены которой с 2000 по 2007 года совершили несколько убийств лиц с миграционным прошлым.

### Исламистский терроризм

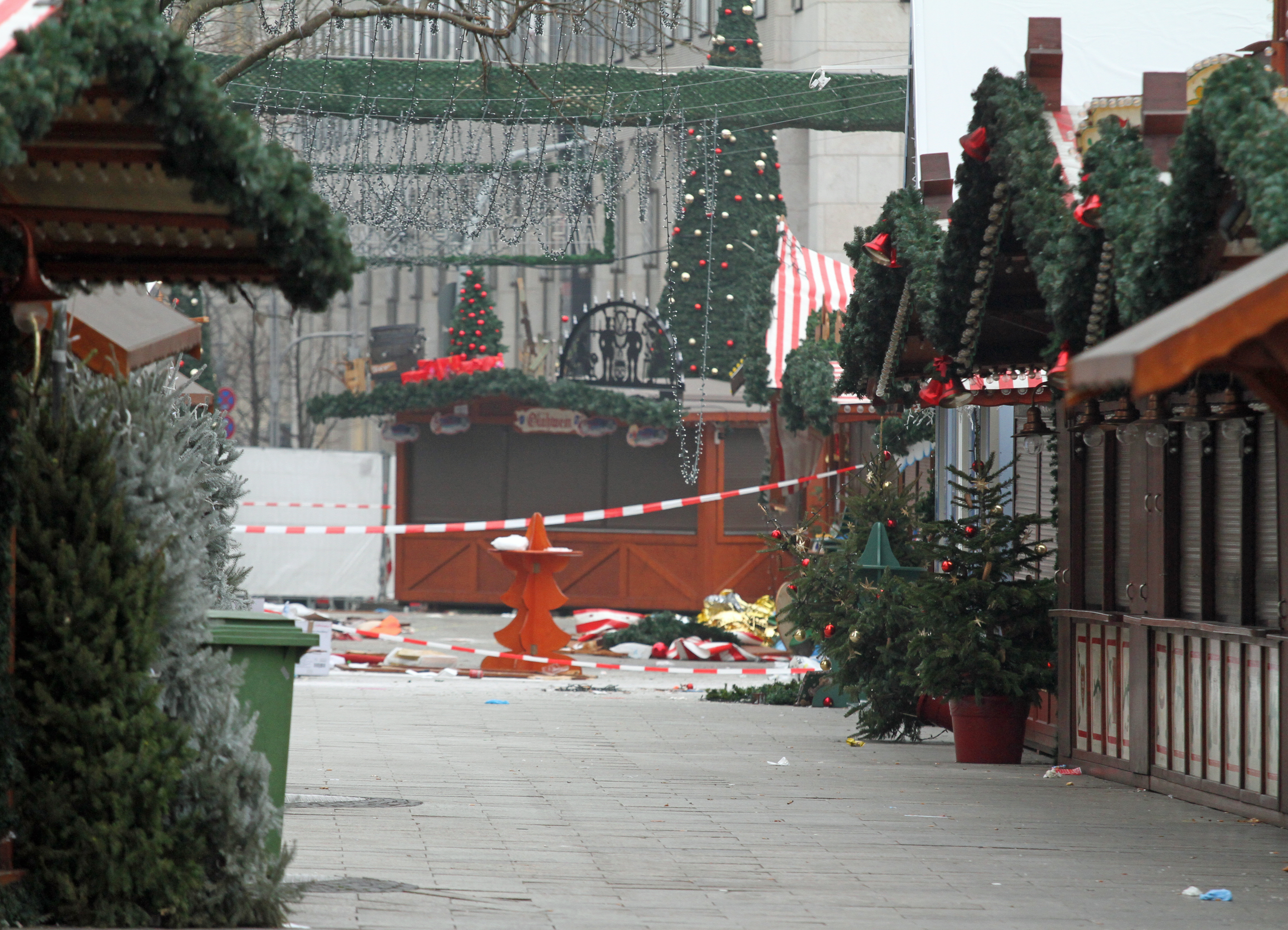
Рожденственский базар на Брайтшайдплац на утро после теракта, Берлин, 20 декабря 2016

В последние годы основную опасность в Германии представляет международный исламистский терроризм. Исламистские сети в Германии делают, в первую очередь, ставку на лиц с мигрантскими корнями и конвертитов. Особую насторожённость для служб безопасности Германии представляют радикальные салафитские сети. Кроме того, спецслужбами отмечается рост радикализации исламистов с чеченскими и дагестанскими корнями.
По заявлениям служб безопасности Германии, количество потенциальных исламистских террористов (нем. islamistische Gefährder), то есть лиц, представляющих потенциальную угрозу для общественной безопасности, за последние пять лет возросло в несколько раз. Так, если на начало 2011 года спецслужбы в данный список включали 131 человек, на начало 2015 года — 266 человек, в июне 2015 года — 330 человек, в декабре 2016 года — 549 человек. На начало февраля 2017 года, по данным уголовной полиции, их число официально составляло 570 человек. Половина из них находились в Германии, в том числе 90 — в местах лишения свободы. В феврале 2017 года на стадии расследования находилось 760 уголовных дел в отношении более 1000 человек по подозрениям в причастности к исламистскому терроризму. К концу 2017 года число лиц, оценённых как потенциальные исламистские террористы (нем. islamistische Gefährder), возросло до 720 человек, среди которых около 30 человек — женщины и дети. По данным МВД Германии, благодаря немецким спецслужбам в 2017 году было предотвращено три террористических акта исламистов.
Согласно информации спецслужб, более 900 человек отправились из Германии после 2012 года на территорию Сирии и Ирака с целью участия в вооружённых действиях. Как минимум в отношении 70 из них имеются неопровержимые доказательства об их активном участии в боях или в подготовке в вооружённом лагере боевиков. Имеются сведения о 145 человек, погибших на территории Сирии и Ирака, и 280 человек, вернувшихся в Германию. Всего же, согласно докладу Федеральной службы по защите конституции, в ФРГ проживает более 14 тысяч потенциальных исламистов, из которых более 8 тысяч являются членами салафистских организаций.
Первым исламистским терактом со смертельным исходом, совершённым на территории Германии, считается нападение на американских солдат в аэропорту Франкфурта-на-Майне 2 марта 2011 года. Наибольшее количество жертв имел теракт на рождественской ярмарке в Берлине 19 декабря 2016 года, в результате которого погибли 12 и были ранены более 50 человек. В феврале 2017 года немецкий Бундестаг принял закон, предписывающий ношение «электронных браслетов» для всех лиц, находящихся в списке потенциальных террористов.

## Отчёты Европола (с 2006 года)

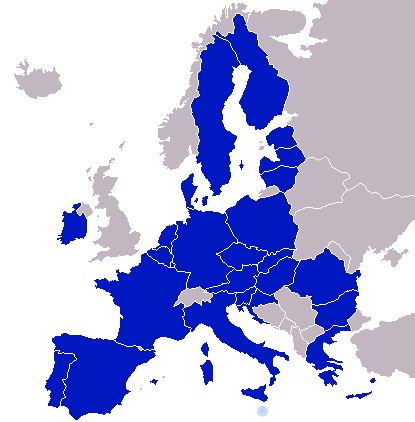
Страны-члены Европола (выделены синим цветом)

Европол в своих статистиках и отчётах классифицирует теракты по их идеологической основе и ежегодно с 2006 года публикует статистику о количестве совершённых, неудавшихся и сорванных террористических актах по странам ЕС.
|                       | 2016   | 2015   | 2014   | 2013   | 2012   | 2011   | 2010   | 2009   | 2008   | 2007   | 2006   | Сумма |
| --------------------- | ------ | ------ | ------ | ------ | ------ | ------ | ------ | ------ | ------ | ------ | ------ | ----- |
| Исламистские          | 25     | 21     | 16     | 5      | 6      | 19     | 9      | 4      | 8      | 3      | 11     | 127   |
| Сепаратистские        | 4      | 5      | 2      | 0      | 2      | 4      | 14     | 0      | 1      | 8      | 4      | 44    |
| Леворадикальные       | 1      | 9      | 0      | 6      | 0      | 2      | 2      | 1      | 3      | 4      | 5      | 33    |
| Праворадикальные      | 5      | 4      | 0      | 0      | 0      | 5      | 0      | 0      | 0      | 0      | 0      | 14    |
| Индивидуальные        | 0      | 0      | 0      | 0      | 0      | 0      | 0      | 0      | 0      | 0      | 0      | 0     |
| Не классифицированные | 0      | 1      | 0      | 0      | 0      | 0      | 0      | 0      | 0      | 0      | 0      | 1     |
| Всего                 | 35     | 40     | 18     | 11     | 8      | 30     | 25     | 5      | 12     | 15     | 20     | 219   |
| Источник              | [ 12 ] | [ 13 ] | [ 14 ] | [ 15 ] | [ 16 ] | [ 17 ] | [ 18 ] | [ 19 ] | [ 19 ] | [ 19 ] | [ 20 ] |       |

|                       | 2016   | 2015   | 2014   | 2013   | 2012   | 2011   | 2010   | 2009   | 2008   | 2007   | 2006   | Сумма |
| --------------------- | ------ | ------ | ------ | ------ | ------ | ------ | ------ | ------ | ------ | ------ | ------ | ----- |
| Исламистские          | 4      | 0      | 0      | 0      | 0      | 0      | 0      | 0      | 0      | 1      | 1      | 6     |
| Сепаратистские        | 0      | 0      | 0      | 0      | 0      | 0      | 0      | 0      | 0      | 15     | 0      | 15    |
| Леворадикальные       | 0      | 0      | 0      | 0      | 0      | 1      | 0      | 0      | 0      | 4      | 10     | 15    |
| Праворадикальные      | 0      | 0      | 0      | 0      | 0      | 0      | 0      | 0      | 0      | 0      | 0      | 0     |
| Индивидуальные        | 0      | 0      | 0      | 0      | 0      | 0      | 0      | 0      | 0      | 0      | 0      | 0     |
| Не классифицированные | 1      | 0      | 0      | 0      | 0      | 0      | 0      | 0      | 0      | 0      | 2      | 3     |
| Всего                 | 5      | 0      | 0      | 0      | 0      | 1      | 0      | 0      | 0      | 20     | 13     | 39    |
| Источник              | [ 12 ] | [ 13 ] | [ 14 ] | [ 15 ] | [ 16 ] | [ 17 ] | [ 18 ] | [ 19 ] | [ 19 ] | [ 19 ] | [ 20 ] |       |

## Хронология совершённых в Германии терактов
Таблица содержит список всех терактов, совершённых в Германии в послевоенное время. Список может быть неполным.
| Дата             | Земля                   | Место             | Погибшие | Раненные | Примечания |
| ---------------- | ----------------------- | ----------------- | -------- | -------- | --- |
| 23 августа 2024  | Северный Рейн-Вестфалия | Золинген          | 3        | 8        | Теракт в Золингене 26-летний сириец напал с ножом на посетителей городского праздника и сдался полиции. Ответственность за теракт взяло ИГ. |
| 19 февраля 2020  | Гессен                  | Ханау             | 11       | 5        | Массовое убийство в Ханау Массовое убийство в двух кальянных кафе, совершённое на почве национальной и религиозной ненависти 43-летним немцем, разделявшим крайне правые, неонацистские взгляды. В МВД ФРГ стрельбу в Ханау назвали правоэкстремистским терактом. |
| 9 октября 2019   | Саксония-Анхальт        | Галле             | 2        | 2        | Стрельба в синагоге Галле 27-летний немец, придерживающийся ультраправых взглядов, попытался напасть на синагогу, после чего открыл огонь у лавки по продаже кебаба и был задержан. В машине было обнаружено 4 кг взрывчатки. В Минюсте ФРГ назвали стрельбу в Галле правоэкстремистским терактом. |
| 28 июля 2017     | Гамбург                 | Гамбург           | 1        | 6        | Теракт в супермаркете EDEKA В супермаркете Edeka кухонным ножом, взятым тут же с прилавка, был убит 50-летний мужчина и ранены ещё несколько покупателей, а также несколько случайных прохожих уже на улице, которых преступник ранил во время бегства (всего 5 человек). Террорист был обезоружен и задержан свидетелями случившегося и затем передан прибывшей полиции, один из задержавших террориста мужчин также получил ранения. Теракт совершён отклонённым 26-летним палестинским беженцем, ожидавшим депортации. |
| 11 апреля 2017   | Северный Рейн-Вестфалия | Дортмунд          | 0        | 2        | Взрыв автобуса с командой «Боруссия» (Дортмунд) Вследствие взрыва трёх бомб малой мощности, спрятанных вдоль дороги, был подорван автобус с командой клуба, в результате чего центральный защитник клуба Марк Барта и полицейский, сопровождающий автобус на мотоцикле, получили ранения В ходе расследования был задержан 28-летний Сергей В., имеющий российское и немецкое гражданства. |
| 19 декабря 2016  | Берлин                  | Берлин            | 13       | 50+      | Теракт на рождественском базаре в Берлине Теракт совершён путём наезда грузовиком-фурой на посетителей рождественской ярмарки в центре города. В результате теракта погибли 12 человек, более 50 получили ранения. Террористом оказался 24-летний тунисец Анис Амри, запросивший статус беженца, в котором ему было отказано. Мужчина ожидал депортации. Преступник скрылся и был убит в Италии в перестрелке с полицией. «Исламское государство» взяло ответственность за теракт. |
| 24 июля 2016     | Бавария                 | Ансбах            | 0        | 15       | Теракт на музыкальном фестивале в Ансбахе Самодельное взрывное устройство было запущено во время музыкального фестиваля в толпе людей, в результате чего получили ранения 15 человек. Сам террорист погиб во время взрыва. Им являлся 27-летний сириец Мохаммад Далил, которому было отказано в статусе беженца. Мужчина ожидал депортации. В обнародованном впоследствии видео мужчина принимает присягу на верность ИГ. |
| 22 июля 2016     | Бавария                 | Мюнхен            | 10       | 37       | Массовое убийство в Мюнхене 18-летний уроженец Мюнхена Давид Сонболи, имеющий иранские корни, открыл огонь по посетителям ресторана McDonald’s, затем — по прохожим перед рестораном, а после этого — по посетителям расположенного напротив торгового центра, после чего скрылся. В результате трагедии преступником были убиты девять и ранены пятеро человек — все жертвы из числа мигрантов. Ещё 32 человека получили травмы вследствие паники, охватившей город в разных его частях, в том числе и в отдалённых от места событий. Сам стрелок спустя три часа совершил самоубийство недалеко от места происшествия. Несмотря на многочисленные доказательства наличия у преступника праворадикальных взглядов, преступление официально оценивается как амок, хотя общественные дискуссии с целью оценки событий как праворадикальный теракт не прекращаются до сих пор.                       |
| 18 июля 2016     | Бавария                 | Вюрцбург          | 0        | 5        | Теракт в региональном поезде близ Вюрцбурга 17-летний исламист Риаз Кхан Ахмадзай, выдавший себя за беженца из Афганистана, вооружившись топором и ножом, совершил атаку на пассажиров регионального поезда, нанеся тяжёлые ранения 4 пассажирам, а затем случайной прохожей после бегства из поезда. Террорист был застрелен полицейскими во время преследования. Через некоторое время появилось видео, в котором террорист приносит присягу «Исламскому государству». |
| 16 апреля 2016   | Северный Рейн-Вестфалия | Эссен             | 0        | 3        | Теракт на сикхской свадьбе в Эссене Трое исламистов 16-летнего возраста с помощью взрывного устройства совершили теракт на индуистской свадьбе. Террористы арестованы и привлечены к ответственности. |
| 26 февраля 2016  | Нижняя Саксония         | Ганновер          | 0        | 1        | Нападение на полицейских в Ганновере 15-летняя девушка с марокканскими корнями Сафия С. нанесла кухонным ножом тяжёлые ранения сотруднику полиции на железнодорожном вокзале. Террористка была арестована предана суду. По данным следствия, девушка прониклась идеями джихадизма и вступила в контакт с идеологами «Исламского государства» через Интернет. |
| 2 марта 2011     | Гессен                  | Франкфурт         | 2        | 2        | Расстрел американских солдат в аэропорту Франкфурта-на-Майне 21-летний косовский албанец Арид Ука открыл огонь по американским солдатам в международном аэропорту Франкфурт-на-Майне, в результате чего двое солдат были убиты и ещё двое получили ранения. Террорист был арестован и в феврале 2012 года приговорён к пожизненному заключению. |
| 9 июня 2004      | Северный Рейн-Вестфалия | Кёльн             | 0        | 22       | Теракт в турецком квартале в Кёльне В результате взрыва бомбы, начинённой гвоздями, 22 человека получили ранения, из них четверо — тяжёлые. Взрыв произошёл на улице с многочисленными турецкими кафе, ресторанами и магазинами. Лишь спустя семь лет в 2011 году ответственность за теракт была возложена на право-радикальную группировку «Национал-социалистическое подполье». |
| 19 января 2001   | Северный Рейн-Вестфалия | Кёльн             | 0        | 1        | Теракт в иранском магазине в Кёльне В результате взрыва бомбы, оставленной в коробке для конфет в продуктовом магазине, тяжёлые ранения получила 19-летняя девушка, семье которой принадлежал магазин. Коробка была оставлена одним из покупателей и почти месяц пролежала нетронутой, пока девушка не решила её открыть. Ответственность за теракт принадлежит неонацистской группировке NSU. |
| 27 июля 2000     | Северный Рейн-Вестфалия | Дюссельдорф       | 1        | 10       | Теракт на вокзале Дюссельдорф-Верхан В результате взрыва бомбы на вокзале Дюссельдорф-Верхан тяжёлые ранения получили 10 человек, покидавших языковые курсы для мигрантов. Одна из пострадавших была беременной и в результате теракта потеряла ребёнка. Все пострадавшие — мигранты из бывшего СССР: шесть человек еврейского происхождения и четверо «русских немцев». Дело было раскрыто лишь в январе 2017 года |
| 29 апреля 2000   | Гамбург                 | Гамбург           | 0        | 9        | Теракт на дискотеке в Гамбурге В результате взрыва гранаты на дискотеке J’s в гамбургском районе Санкт-Паули девять человек получили тяжёлые ранения. Террористом оказался проживающий в Гамбурге турецкий гражданин. Преступник был осуждён на 12 лет и 9 месяцев тюрьмы, а после отбытия срока был депортирован в Турцию. |
| 9 марта 1999     | Саар                    | Саарбрюккен       | 0        | 0        | Нападение на выставку вермахта В здании, где проходила выставка, посвящённая преступлениям вермахта в 1941—1944 годы, организованная Гамбургским институтом социальных исследований, в 4:40 ночи сдетонировала бомба. Пострадавших не было, однако материальный ущерб составил несколько сотен тысяч евро. По официальной версии, теракт причисляется правым радикалам. К 2017 году преступление остаётся нераскрытым. |
| 18 января 1996   | Шлезвиг-Гольштейн       | Любек             | 10       | 55       | Поджог лагеря для беженцев в Любеке В результате пожара в общежитии для беженцев в огне погибли 10 человек — трое взрослых и семеро детей. Все погибшие — беженцы из Заира, Анголы, Того и Ливана. Преступление так и не было раскрыто. |
| 29 мая 1993      | Северный Рейн-Вестфалия | Золинген          | 5        | 8        | Поджог в Золингене В результате поджога дома, в котором проживала большая турецкая семья из 19 человек, погибли пятеро (включая троих детей), и пострадали ещё 8 членов семьи. Преступление было совершено четырьмя уроженцами города 16-23 лет, которые вскоре были арестованы и осуждены. Преступление было совершено из расистских побуждений. |
| 23 ноября 1992   | Шлезвиг-Гольштейн       | Мёльн             | 3        | 9        | Теракт в Мёльне Двое правых экстремистов 19 и 25 лет посреди ночи забросили несколько «коктейлей Молотова» в два жилых дома, в которых проживали турецкие семьи. Жильцам первого дома удалось спастись, во втором доме в огне погибли две девочки 9 и 14 лет и их 51-летняя бабушка. Также в общей сложности 9 жильцов обоих домов получили тяжёлые травмы. Преступники были осуждены на 7,5 и 15 лет. |
| 30 ноября 1989   | Гессен                  | Бад-Хомбург       | 1        | 1        | Убийство главы «Дойче Банк» В результате взрыва бомбы, спрятанной в припаркованном на обочине дороги детском велосипеде, был подорван автомобиль главы Deutsche Bank. Альфред Херрхаузен погиб от полученных ранений, его водитель также получил тяжёлые ранения, однако выжил. Теракт приписывается RAF, однако преступление до сих пор остаётся так и не раскрытым. |
| 9 июля 1986      | Бавария                 | Штраслах          | 2        | 0        | Убийство Карла-Хайнса-Бекуртса В результате взрыва бомбы, заложенной на дороге и управляемой дистанционно, был подорван автомобиль, в котором находились физик и член руководящего совета Siemens Карл-Хайнц Беркутс и его водитель. Оба погибли на месте. Ответственность за теракт взяли на себя члены RAF, однако исполнители теракта до сих пор не установлены. |
| 4 апреля 1986    | Берлин                  | Западный Берлин   | 3        | 250+     | Теракт на дискотеке «Ла Белль» В результате взрыва бомбы на дискотеке La Belle во Фриденау (Западный Берлин) погибли трое человек. Более 250 посетителей дискотеки получили ранения, из них 28 человек — тяжёлые. Дискотека была известна в качестве места отдыха чернокожих американских солдат. Лишь в 2001 году были осуждены трое террористов, среди которых — выходец из Ливана, его бывшая жена — уроженка ГДР и выходец из Ливии. В результате расследования удалось установить связи террористов с ливийскими спецслужбами и спецслужбами ГДР. |
| 29 ноября 1985   | Гессен                  | Франкфурт         | 0        | 34       | Теракт в американском супермаркете PX В результате взрыва заложенной в припаркованном автомобиле бомбы рядом с торговым комплексом американской сети PX — Post Exchange, обслуживающим исключительно американских военных, получили ранение 34 человека. Подозреваемые до сих пор не выявлены. |
| 8 августа 1985   | Гессен                  | Франкфурт         | 2        | 20       | Теракт на американской воздушной базе Рейн-Майн Террористы RAF при участии французской организации Action directe взорвали автомобиль на американской воздушной базе, расположенной в северной части аэропорта Франкфурта-на-Майне. В результате взрыва погибло 2 человека, 23 получили ранения. Кроме того, в ночь накануне теракта был убит один солдат, документами которого воспользовались террористы, чтобы подогнать автомобиль со взрывчаткой на территорию базы. |
| 19 июня 1985     | Гессен                  | Франкфурт         | 4        | 42       | Теракт в аэропорту Франкфурта-на-Майне В результате взрыва бомбы в зале посадки в аэропорту Франкфурта-на-Майне погибло трое человек, включая двух детей, 42 человека получили ранения. Через несколько дней от остановки сердца также умер ещё один из пострадавших. Несколько различных террористических организаций одновременно взяли ответственность за теракт, однако преступление до сих пор не раскрыто. |
| 25 августа 1983  | Берлин                  | Западный Берлин   | 1        | 23       | Теракт во Французском доме в Берлине В 11:20 часов утра на последнем этаже «Французского дома» на Курфюрстендамм взорвалась бомба, в результате чего были полностью разрушены два верхних этажа здания. Вследствие взрыва погиб один человек, ещё 23 получили ранения. Следствие установило, что бомба была заложена ливанцем Мустафой Ахмедом Эль-Сибади по заказу армянской сепаратистской группировки «АСАЛА». В подготовке теракта также приняли участие члены западногерманских «Революционных ячеек» Йоханнес Вайнрих и известный террорист Карлос. После рассекречивания документов из ГДР также выяснилось, что о готовящемся теракте было известно спецслужбам ГДР. |
| 15 января 1982   | Берлин                  | Западный Берлин   | 1        | 13       | Теракт в еврейском ресторане «Мифгаш» В результате взрыва бомбы в ресторане «Мифгаш» в Вильмерсдорфе получили ранения 14 человек, среди которых годовалая девочка, которая скончалась через несколько дней от полученных ранений. Ответственность за теракт взяла на себя палестинская террористическая организация «15-е мая», однако полиции так и не удалось установить исполнителей теракта. |
| 31 августа 1981  | Рейнланд-Пфальц         | Рамштайн-Мизенбах | 0        | 20       | Теракт на авиабазе Рамштайн В результате взрыва на американской авиабазе Рамштайн, устроенного террористами из RAF, были ранены 20 человек. |
| 26 сентября 1980 | Бавария                 | Мюнхен            | 13       | 211      | Теракт на Октоберфесте Поздним вечером в 22:19 часов прогремел взрыв возле входа на Октоберфест в Мюнхене, в результате чего погибли 12 и получили ранения 211 посетителей фестиваля, из них 86 — тяжёлые увечья. В результате расследования было установлено, что бомбу запустил 21-летний студент Гундольф Кёлер, член праворадикальной группы Wiking-Jugend, который также погиб при взрыве. |
| 5 сентября 1977  | Северный Рейн-Вестфалия | Кёльн             | 5        | 0        | Похищение и убийство Ханнса Мартина Шлейера В Кёльне группа из вооружённых террористов напала на автомобиль с шофером, в котором находился Ханнс Мартин Шлейер, тогдашний президент немецкой ассоциации работодателей. Боевики RAF в масках обстреляли две машины, убив шофёра Марциша и охранника Роланда Пилера. Также погибли водитель полицейского автомобиля сопровождения Райнхольд Брендле и третий полицейский Гельмут Ульмер. Шлейер был похищен и содержался в заключении в квартире на окраине Кельна. Он был вынужден обратиться к правительству Западной Германии под руководством Гельмута Шмидта с просьбой обменять на него нескольких членов RAF, которые тогда находились в тюрьме. 18 октября 1977 года трое заключённых членов RAF были найдены мертвыми в своих камерах. В ответ Шлейер был застрелен по дороге в Мюлуз, Франция, где его тело оставили в багажнике Audi 100. |
| 30 июля 1977     | Гессен                  | Оберурзель        | 1        | 0        | Убийство Юргена Понто Юрген Понто, председатель Dresdner Bank, был застрелен в своём доме в Оберурзеле. Предполагается, что трое нападавших пытались похитить Понто, но после того, как он оказал сопротивление, он был застрелен. В него выстрелили пять раз, после чего он скончался от серьезных ран. Сюзанна Альбрехт, дочь хорошего друга и сестра крестной Понто, позже была опознана как одна из нападавших. |
| 7 апреля 1977    | Баден-Вюртемберг        | Карлсруэ          | 3        | 0        | Убийство Зигфрида Бубака Вскоре после 9:00 CET мотоцикл подъезжает к машине главного федерального прокурора Германии Зигфрида Бубака, стоявшей на светофоре на окраине Карлсруэ. Пассажир мотоцикла выстрелил в машину не менее 15 раз. Бубак и его 30-летний водитель Вольфганг Гебель погибли на месте происшествия; Шесть дней спустя руководитель службы шоферов Георг Вурстер, 33 года, скончался в больнице от полученных травм. |
| 5 сентября 1972  | Бавария                 | Мюнхен            | 17       | 0        | Теракт на Олимпийских играх в Мюнхене Восемь террористов палестинской группировки «Чёрный сентябрь» штурмовали апартаменты израильской спортивной команды в олимпийской деревне. Застрелив двух израильских спортсменов, пытавшихся оказать сопротивление, террористы взяли девять оставшихся членов израильской команды в заложники и потребовали освобождения палестинских заключённых в Израиле и двух заключённых террористов RAF, находящихся в тюрьмах Штутгарта. В результате неудавшейся спецоперации все израильские заложники были убиты. Кроме того, погибли один немецкий полицейский и пятеро из террористов. |
| 24 мая 1972      | Баден-Вюртемберг        | Гейдельберг       | 3        | 5        | Теракт в европейской штаб-квартире армии США Последний из серии майских терактов RAF. В результате взрыва двух бомб, заложенных в багажное отделение легковых автомобилей, припаркованных перед зданием европейской штаб-квартире армии США погибло трое и были ранены ещё пятеро человек. |
| 19 мая 1972      | Гамбург                 | Гамбург           | 0        | 36       | Теракт в здании издательства Шпрингер Теракт из серии майских терактов RAF. В результате взрыва нескольких бомб, заложенных членами группировки «2 июня» в здании издательства Шпрингер, ранения получили 36 человек. Три из пяти заложенных бомб при этом не сработали. |
| 11 мая 1972      | Бавария                 | Аугсбург и Мюнхен | 0        | 10       | Теракты в полицейских участках в Баварии Второй из серии майских терактов RAF. В результате взрыва двух бомб в полицейском участке Аугсбурга было ранено 5 человек. В тот же день в результате взрыва бомбы на парковке возле главного земельного управления баварской полиции в Мюнхене ранения получили пятеро полицейских. |
| 11 мая 1972      | Гессен                  | Франкфурт         | 1        | 13       | Теракт в комплексе зданий военных и правительственных учреждений США Первый из серии терактов RAF, совершенных в мае 1972 года. Две бомбы были заложены у входа в комплекс зданий, в котором располагалась штаб-квартира Пятого армейского комплекса США, Европейское командование вооружённых сил США и штаб-квартира ЦРУ в Германии. Третья бомба взорвалась в комнате отдыха для офицеров. |
| 13 февраля 1970  | Бавария                 | Мюнхен            | 7        | 15       | Поджог дома престарелых еврейской общины Мюнхена В результате поджога дома престарелых, принадлежащего еврейской общине, погибли 7 человек (двое из которых пережили нацистские лагеря), ещё 15 пострадали. Также пожар уничтожил большую библиотеку еврейского культурного центра. Преступление до сих пор остаётся нераскрытым. |
| 10 февраля 1970  | Бавария                 | Мюнхен            | 1        | 11       | Теракт в мюнхенском аэропорту В результате теракта, совершённого палестинскими террористами в аэропорту «Мюнхен-Рим», был убит один и ранены 11 пассажиров самолёта израильской авиакомпании «Эль Аль», совершившего транзитную посадку по пути в Лондон. Теракты были совершены с применением ручных гранат. |

## Борьба с терроризмом в Германии

### Антитеррористическое законодательство
Первые антитеррористические законы были приняты в ФРГ в 1974 и 1976 годы на волне терактов RAF. Так, в уголовный кодекс ФРГ впервые был введён § 129a «Создание и поддержка террористического объединения» (нем. Bildung terroristischer Vereinigung). Тогда же в уголовное законодательство ФРГ было введено положение, гарантировавшее освобождение от уголовного преследования участников террористических объединений, не замешанных в совершении терактов, в случае их сотрудничества с правоохранительными органами по раскрытию террористических преступлений или в случае предотвращении ими терактов. Кроме того, в уголовно-процессуальное законодательство ФРГ был введён запрет на представительство нескольких обвиняемых в терроризме одним и тем же защитником.
Новый § 129a УК ФРГ был принят во время правления канцлера Гельмута Шмидта (SPD) несмотря на протесты CDU/CSU, которым этот закон видился слишком мягким. Закон вступил в силу 18 августа 1976 года. В 1986 году под давлением CDU и FDP закон всё же был ужесточён. Так, значительно расширился список деяний, которые могли толковаться как террористическая деятельность. Кроме того, были увеличены сроки тюремного заключения за создание террористической организации и членство в ней: минимальный срок — с полугода до года и максимальный — с 5 до 10 лет. После терактов 11 сентября в уголовный кодекс Германии в 2002 году был также введён дополнительный § 129b, распространяющий действия § 129 «Создание криминального объединения» (нем. Bildung krimineller Vereinigungen) и § 129a «Создание террористического объединения» (нем. Bildung krimineller Vereinigungen) на зарубежные организации. С момента принятия «антитеррористического параграфа» по состоянию на 2014 год по нему всего было возбуждено 236 уголовных дел и осуждено 205 человек.

### Борьба с исламистским терроризмом
- В апреле 2002 года немецкие службы правопорядка раскрыли исламистскую ячейку в Рургебите, планировавшие теракты в еврейском центре в Берлине и еврейском ресторане в Дюссельдорфе[71].
- 31 июля 2006 года была осуществлена попытка совершения теракта на главном вокзале Кёльна. Двое исламистов оставили чемоданы со взрывчаткой в двух региональных поездах, следующих по маршрутам Кёльн-Кобленц и Кёльн-Хамм. К счастью, взрывное устройство не сработало, как потом выяснилось, по причине технической ошибки в изготовлении бомбы. Один из террористов был приговорён в Германии к пожизненному заключению, другой в Ливане — к 12 годам тюрьмы[32][33][71].
- В сентябре 2007 года в Зауэрланде была раскрыта исламистская ячейка, члены которой планировали несколько терактов на дискотеках, аэропортах и американских ведомствах в Германии. Трое террористов (два немца-конвертита и один турок), а также один сообщник были приговорены к различным тюремным срокам от 5 до 12 лет[32][33][71]
- В январе 2011 года в Дюссельдорфе была расскрыта ещё одна исламистская группировка сторонников «Аль-Каиды», состоящая из трёх человек (один марокканец, а также двое немецких граждан — марроканского и иракского происхождения) и планировавшая теракты на территории Германии. В декабре того же года в Бохуме был арестован четвёртый член группировки. Все террористы были осуждены на длительные сроки[33][71].
- 10 декабря 2012 года на главном вокзале Бонна была найдена сумка со взрывным устройством. После многолетнего расследования и судебного разбирательства в апреле 2017 года 29-летний исламист (немец-конвертит) был приговорён к пожизненному тюремному заключению[72][73].
- В апреле 2015 года в Оберурзеле была арестована супружеская пара, планировавшая теракт на международной велогонке во Франкфурте-на-Майне. Мужчина был осуждён, в отношении его жены дело было прекращено[33].
- В мае 2016 года в разных городах были арестованы трое сирийцев, подозреваемых в связях с «Исламским государством» и подготовке теракта в центре Дюссельдорфа с применением взрывчатки и огнестрельного оружия[33].
- В сентябре 2016 года в одном из кёльнских общежитий для беженцев был арестован 16-летний сирийский беженец по обвинению в подготовке теракта. Суд в Кёльне признал его виновным и 10 апреля приговорил к двум годам лишения свободы в тюрьме для несовершеннолетних[74].
- В октябре 2016 года в Лейпциге был арестован 22-летний сирийский беженец Джабер аль-Бакр, у которого были обнаружены полтора килограмма взрывчатых веществ. Мужчина повесился в своей камере спустя два дня после ареста. Полиция также задержала двух сообщников террориста[32][33].
- В Людвигсхафене 12-летний подросток дважды безуспешно попытался устроить теракт. В первый раз 26 ноября 2016 подростку не удалось запустить самодельное взрывное устройство, начинённое гвоздями, на рождественском базаре, а второй раз уже 5 декабря он оставил его в сумке на площади возле ратхауса, где и был арестован. Ведётся следствие[32].

## Список запрещённых в ФРГ экстремистских организаций
Следующие ниже списки включают организации, деятельность которых на территории ФРГ была запрещена Министерством внутренних дел Германии.

### Зарубежные леворадикальные экстремистские организации
| Полное наименование организации | Дата       |        |
| --- | ---------- | ------ |
| Рабочая партия Курдистана Национально-освободительный фронт Курдистана Федерация рабочих и культурных организаций Курдистана в Германии (FEYKA-Kurdistan) Комитет Курдистана (Kurdistan-Komitee) | 22.11.1993 | [ 76 ] |
| Информационное бюро Курдистана (Kurdistan Informationsbüro) | 20.02.1995 | [ 76 ] |
| Революционная народно-освободительная партия-фронт | 06.08.1998 | [ 76 ] |
| Турецкая народно-освободительная партия-фронт | 06.08.1998 | [ 76 ] |
| VIKO Fernseh Produktion GmbH, Mesopotamia Broadcast A/S и Roj TV | 13.06.2008 | [ 77 ] |

### Исламистские экстремистские организации
| Полное наименование организации                                                       | Дата запрета |               |
| ------------------------------------------------------------------------------------- | ------------ | ------------- |
| Kalifatsstaat (Hilafet Devleti)                                                       | 2001         | [ 78 ]        |
| al-Aqsa                                                                               | 31.07.2002   | [ 78 ]        |
| Хизб ут-Тахрир (Hizb ut-Tahrir)                                                       | 10.01.2003   | [ 78 ]        |
| Yeni Akit GmbH                                                                        | 22.02.2005   | [ 78 ]        |
| Bremer Hilfswerk                                                                      | 29.06.2005   | [ 78 ]        |
| YATIM-Kinderhilfe                                                                     | 30.08.2005   | [ 78 ]        |
| al-Manar TV                                                                           | 29.10.2008   | [ 78 ]        |
| Internationale Humanitäre Hilfsorganisation                                           | 23.06.2010   | [ 78 ]        |
| Миллату Ибрахим (Millatu Ibrahim)                                                     | 29.05.2012   | [ 79 ]        |
| DawaFFM и Internationaler Jugendverein — Dar al Schabab                               | 25.02.2013   | [ 78 ]        |
| ан-Нусра (an-Nussrah)                                                                 | 25.02.2013   | [ 78 ]        |
| DawaTeam Islamische Audios                                                            | 25.02.2013   | [ 78 ]        |
| Waisenkinderprojekt Libanon                                                           | 02.04.2014   | [ 78 ]        |
| Исламское государство (Islamischer Staat)                                             | 12.09.2014   | [ 80 ]        |
| Kultur & Familien Verein Bremen                                                       | 21.11.2014   | [ 81 ]        |
| Tauhid Germany                                                                        | 26.03.2015   | [ 82 ] [ 83 ] |
| Истинная религия (Die wahre Religion)                                                 | 15.11.2016   | [ 84 ]        |
| Фуссилет 33 (Fussilet 33)                                                             | 20.02.2017   | [ 85 ] [ 86 ] |
| Немецкоязычный исламский центр Хильдесхайма (Deutschsprachiger Islamkreis Hildesheim) | март 2017    | [ 87 ] [ 88 ] |

### Праворадикальные экстремистские организации
| Полное наименование организации                                                    | Год запрета |        |
| ---------------------------------------------------------------------------------- | ----------- | ------ |
| Националистический фронт (Nationalistische Front)                                  | 1992        | [ 89 ] |
| Немецкая альтернатива (Deutsche Alternative)                                       | 1992        | [ 89 ] |
| Nationale Offensive                                                                | 1992        | [ 89 ] |
| Wiking-Jugend e. V.                                                                | 1994        | [ 89 ] |
| Свободная немецкая рабочая партия (Freiheitliche Deutsche Arbeiterpartei)          | 1995        | [ 89 ] |
| Blood & Honour, включая White Youth                                                | 2000        | [ 89 ] |
| Collegium Humanum и Bauernhilfe e. V.                                              | 2008        | [ 89 ] |
| Verein zur Rehabilitierung der wegen Bestreitens des Holocaust Verfolgten          | 2008        | [ 89 ] |
| Heimattreue Deutsche Jugend — Bund zum Schutz für Umwelt, Mitwelt und Heimat e. V. | 2009        | [ 89 ] |
| Hilfsorganisation für nationale politische Gefangene und deren Angehörige e. V.    | 2011        | [ 89 ] |
| Altermedia Deutschland                                                             | 2016        | [ 89 ] |
| Weisse Wölfe Terrorcrew                                                            | 2016        | [ 89 ] |